# Tournoi des Six Nations féminin 2004
Cet article traite de l'épreuve féminine. Pour la compétition masculine, voir Tournoi des Six Nations masculin 2004.
Pour un article plus général, voir Tournoi des Six Nations féminin.
Navigation
Tournoi féminin 2003 Tournoi féminin 2005
Le Tournoi des Six Nations féminin 2004 est la neuvième édition du tournoi, et la troisième qui se joue à six nations. Cette édition se déroule du 14 février au 27 mars 2004 et oppose les équipes d'Angleterre, d'Écosse, d'Espagne, de France, d'Irlande et du pays de Galles.
L'équipe de France l'emporte et gagne le Grand Chelem, tandis que l'Angleterre gagne la Triple couronne et que l'Irlande reçoit la Cuillère de bois.

## Les matches
Les rencontres du tournoi se déroulent sur cinq journées en février et mars.
| 14 février 2004 | Cardiff Arms Park | Pays de Galles | 10 - 30 | Écosse     |
| 15 février 2004 | Saragosse         | Espagne        | 03 - 71 | Angleterre |
| 15 février 2004 | Savigny-sur-Orge  | France         | 22 - 5  | Irlande    |

| 21 février 2004 | Thomond Park, Limerick | Irlande | 13 - 14 | Pays de Galles |
| 21 février 2004 | Netherdale, Galashiels | Écosse  | 07 - 20 | Angleterre     |
| 21 février 2004 | Perpignan              | France  | 24 - 0  | Espagne        |

| 6 mars 2004 | Twickenham        | Angleterre     | 51 - 0  | Irlande |
| 6 mars 2004 | Lalín             | Espagne        | 06 - 5  | Écosse  |
| 7 mars 2004 | Cardiff Arms Park | Pays de Galles | 00 - 22 | France  |

| 20 mars 2004 | The Stoop, Twickenham  | Angleterre | 53 - 3  | Pays de Galles |
| 20 mars 2004 | Thomond Park, Limerick | Irlande    | 07 - 8  | Espagne        |
| 21 mars 2004 | Murrayfield, Édimbourg | Écosse     | 12 - 16 | France         |

| 27 mars 2004 | Bourg-en-Bresse        | France         | 13 - 12 | Angleterre |
| 27 mars 2004 | Cardiff Arms Park      | Pays de Galles | 07 - 12 | Espagne    |
| 27 mars 2004 | Thomond Park, Limerick | Irlande        | 00 - 17 | Écosse     |

## Le classement

Nations participant au Tournoi

| Rang | Nation         | J | V | N | D | Pm  | Pe  | Diff | Pts |
| ---- | -------------- | - | - | - | - | --- | --- | ---- | --- |
| 1    | France         | 5 | 5 | 0 | 0 | 97  | 29  | +68  | 10  |
| 2    | Angleterre (T) | 5 | 4 | 0 | 1 | 207 | 36  | +171 | 8   |
| 3    | Espagne        | 5 | 3 | 0 | 2 | 29  | 114 | -85  | 6   |
| 4    | Écosse         | 5 | 2 | 0 | 3 | 71  | 52  | +19  | 4   |
| 5    | Pays de Galles | 5 | 1 | 0 | 4 | 34  | 130 | -96  | 2   |
| 6    | Irlande        | 5 | 0 | 0 | 5 | 35  | 112 | -77  | 0   |

|  | Vainqueur du tournoi  |
|  | T : tenante du titre. |